# Гутьеррес, Мануэль Мария
Мануэль Мария Гутьеррес Флорес (исп. Manuel María Gutiérrez Flores; 3 сентября 1829, Эредия — 25 декабря 1887, Сан-Хосе) — коста-риканский композитор и военный дирижёр, автор Национального гимна Коста-Рики.

## Биография
Происходил из известной в регионе семьи, приходясь троюродным братом двум коста-риканским президентам: Томасу Гутьерресу и Сатурнино Лисано Гутьерресу. С детских лет учился играть на скрипке у работавшего в городе никарагуанского музыканта Дамиана Давилы. С 1842 году играл на флейте-пикколо, а затем на барабане в военных оркестрах Эредии и Сан-Хосе. В марте 1852 году возглавил основной военный оркестр страны. В июне того же года в столице Коста-Рики должно было состояться подписание договора с Никарагуа при участии дипломатических представителей США и Великобритании, и президент страны Хуан Рафаэль Мора Поррас решил, что для этой церемонии необходим государственный гимн, которого Коста-Рика прежде не имела. По распоряжению президента Гутьеррес за одну ночь написал музыку, и 11 июня 1852 года гимн Коста-Рики впервые был исполнен. Среди других сочинений Гутьерреса, пользовавшихся известностью в Коста-Рике, — вальс «Дворец» (исп. El Palacio), написанный в 1855 году по случаю инаугурации нового Президентского дворца.